# Galería de la Historia de Concepción
La Galería de la Historia de Concepción (GHC) es un museo inaugurado en 1983, ubicado en la ciudad chilena de Concepción, específicamente en el centro del Parque Ecuador, en las faldas del Cerro Caracol.

## Colección

### Primer nivel
El museo cuenta con una sala de exposiciones, además de una muestra permanente de dioramas realizados por Zerreitug, nombre artístico de Rodolfo Gutiérrez (figuras talladas y ambientadas en distintos escenarios) sobre la historia de Concepción, de su conurbación el Gran Concepción y de la Región del Biobío. En sus instalaciones, también, se cuenta con exposiciones de artesanías, instrumentos, vestimentas y utensilios de la cultura Mapuche.

### Segundo nivel
En el segundo nivel, la Galería cuenta con dos colecciones: «BioBío Cultura y Sociedad», Colección de Tomás Stom A., y «Cerámica Regional del Biobío», Colección de Gloria Herrera M.
|                             |
| Segundo piso de la galería. |

|                                                                |
| N.° 1 (1924), 108 (1934) y 295-296 (1950) de la revista Atenea |

## Administración
La galería es financiada por la Corporación SEMCO, y su actual director es Gonzalo Bustos Bustos. Su anterior director fue Mauricio Quevedo Barra.[cita requerida]